# Katarina Grujić
Katarina Grujić, cyr. Катарина Грујић (ur. 20 maja 1992 w Belgradzie) – serbska piosenkarka.

## Życiorys
Katarina Grujić urodziła się 20 maja 1992 roku w Belgradzie. Ukończyła gimnazjum (w Serbii gimnazjum jest szkołą średnią), a następnie studiowała kierunek media i komunikacja w jednej z belgradzkich uczelni wyższych. Popularność zdobyła dzięki uczestnictwu w muzycznym talent show Zvezde Granda (sezon 2012/2013) emitowanym w telewizji TV Prva. W finale konkursu zajęła 8. miejsce, po czym nagrała swój debiutancki singiel Jedno đubre obično, który swą premierę miał 29 czerwca 2013 roku.
Po sukcesie w Zvezdach Granda Katarina wzięła udział w reality show „Farma” emitowanym w telewizji Pink. Na tytułowej farmie spędziła 120 dni i zajęła ostatecznie 8. miejsce.
W 2014 roku ukazał się jej drugi singiel Lutka, do którego zrealizowano również teledysk. Piosenka Lutka otrzymała nagrody dla hitu roku w konkursie „Beogradski pobednik” oraz na „Kralijevskim Muzičkim Festivalu”.
25 czerwca 2015 roku swą premierę miała piosenka Greška, do której również zrealizowano teledysk.
Po półtorarocznej przerwie, 23 października 2016 roku ukazał się czwarty singiel Drugovi, do tej piosenki także nagrano teledysk. W listopadzie 2016 roku Katarina ujawniła przygotowania do wydania debiutanckiego albumu studyjnego.
Teksty do wszystkich dotychczasowych piosenek napisała Marina Tucaković, natomiast za muzykę i aranżacje odpowiadał Damir Handanović.

## Dyskografia

### Single
- Jedno đubre obično (2013 – sł. Marina Tucaković muz. Damir Handanović)
- Lutka (2014 – sł. Marina Tucaković muz. Damir Handanović)
- Greška (2015 – sł. Marina Tucaković muz. Damir Handanović)
- Drugovi (2016 – sł. Marina Tucaković muz. Damir Handanović)